# Burgersdorp
Burgersdorp este un oraș din Provincia Eastern Cape, Africa de Sud.